# Hydrotaea unispinosa
Hydrotaea unispinosa är en tvåvingeart som beskrevs av Stein 1898. Hydrotaea unispinosa ingår i släktet Hydrotaea och familjen husflugor. Arten är reproducerande i Sverige. Inga underarter finns listade i Catalogue of Life.